# Água Grande
Água Grande is een district in het noordoosten van het tot Sao Tomé en Principe behorende eiland Sao Tomé.

## Geografie
Água Grande heeft een oppervlakte van 16,5 km² en 73.091 inwoners (2012), hiermee is het tegelijkertijd het kleinste en het meest bevolkte district van Sao Tomé en Principe. Hoofdstad van het district is Sao Tomé dat tevens de hoofdstad van het land is, de enige andere plaats van betekenis is Pantufo, een voorstadje van Sao Tomé in het zuidoosten. Deze twee plaatsen vormen ook de twee subdistricten. Het district wordt in het westen begrensd door het district Lobata en in het zuiden door Mé-Zóchi.
Água Grande levert dertien zetels in de Assembleia Nacional.

## Bevolkingsontwikkeling
| Jaar | Inwoners | Aandeel totale bevolking |
| ---- | -------- | ------------------------ |
| 1940 | 8.431    | 13,9%                    |
| 1950 | 7.821    | 13,0%                    |
| 1960 | 9.586    | 14,9%                    |
| 1970 | 19.636   | 26,6%                    |
| 1981 | 32.375   | 33,5%                    |
| 1991 | 42.331   | 36,0%                    |
| 2001 | 51.886   | 37,7%                    |
| 2006 | 56.492   | 37,2%                    |
| 2012 | 73.091   | 39,0%                    |

## Sport
De twee meest succesvolle clubs uit geschiedenis van het Santomese voetbal komen beide uit Água Grande, te weten SC Praia Cruz en Vitória FC. Andere voetbalclubs die hun thuisbasis hebben in het hoofdstadsdistrict zijn FC Aliança Nacional, Andorinha SC, GD Cruz Vermelha en Desportivo de Oque d'El Rei.

## Geboren
- Manuel Pinto da Costa (1937), president van São Tomé (2011-2016)

Provincies: Sao Tomé (Sao Tomé) · Principe (Santo António)
Districten: Água Grande (Sao Tomé) · Cantagalo (Santana) · Caué (São João dos Angolares) · Lembá (Neves) · Lobata (Guadalupe) · Mé-Zóchi (Trindade) · Pagué (Santo António)
Eilanden: Ilhéu Bom Bom · Ilhéu das Cabras · Ilhéu Caroço · Principe · Ilhéu das Rolas · Ilhéu de Santana · Sao Tomé · Tinhosa Grande · Tinhosa Pequena